# Orlando Roças Júnior
Orlando Roças Júnior (Rio de Janeiro, 14 de fevereiro de 1911 — Rio de Janeiro, 9 de agosto de 1975) foi um enxadrista brasileiro.
Aprendeu a jogar xadrez aos quinze anos, quando residia no bairro de Ipanema, na Zona Sul do Rio. Foi campeão da Faculdade de Direito do Rio de Janeiro, onde se formou em 1931. Foi vice-campeão em 1931 e 1932 na difícil Prova Clássica Caldas Viana. Venceu o Campeonato do Distrito Federal, quando a capital federal ainda era no Rio de Janeiro. Faleceu em 1975, depois de ficar três anos praticamente sem poder fazer movimentos, após sofrer um derrame cerebral.

## Títulos conquistados
- Campeão brasileiro em 1933, 1934 e 1945
- Vice-campeão brasileiro em 1935